# Parque Mayesbrook

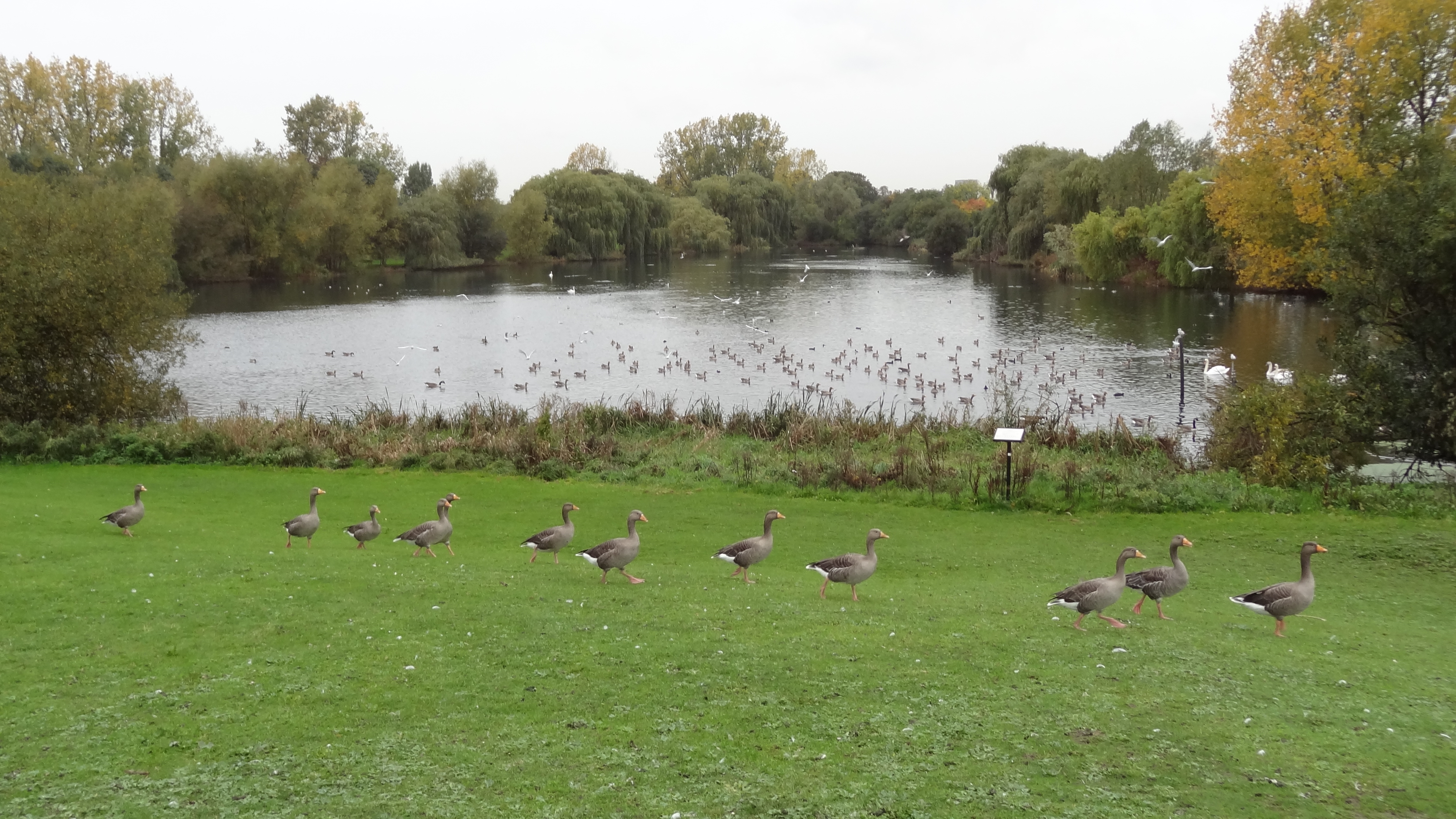
Vista do parque.

O Parque Mayesbrook é um parque público de 43 hectares em Dagenham no borough londrino de Barking e Dagenham. Ele pertence e é administrado pelo conselho municipal. O extremo sul que é principalmente um grande lago, é uma Reserva Natural Local.
O parque, inaugurado em 1934, possui um estacionamento, área para crianças, campos de futebol, um campo de críquete, um pavilhão, uma pista de atletismo, quadras de tênis, quadra de basquete e lagos.
O extremo sul tem dois grandes lagos que são ricos em vida selvagem, floresta recém-plantada e pastagem.